# Bobbi Martin
Bobbi Martin, geboren als Barbara Anne Martin (Brooklyn, 29 november 1943 - Baltimore, 2 mei 2000), was een Amerikaanse country-, popzangeres en songwriter.

## Biografie
Martin groeide op als buitenechtelijk kind van een militair bij haar grootmoeder in Baltimore. Daar trad ze al op 15-jarige leeftijd als zangeres op in een kleine club. Op 17-jarige leeftijd verhuisde ze naar New York en begon daar te werken bij een vakbond. In 1960 nam ze als Bobbi Martin haar eerste single op bij het kleine label Maypole. Een jaar later kreeg ze een platencontract bij Coral Records, waar tot 1967 18 singles en twee albums werden uitgebracht. Daaronder waren drie nummers, die zich konden plaatsen in de Billboard Hot 100. De song Don't Forget I Still Love You (1969, #19) scoorde het beste. Nog groter was het succes van de single For the Love of Him (1969, #13) bij United Artists Records. De single plaatste zich ook in talrijke andere landen en werd gecoverd door Shirley Bassey.
Tot 1973 bracht Martin in totaal meer dan 30 singles en acht albums uit. Ze had meerdere optredens in de tv-show American Bandstand en zong in de nachtclubs van Las Vegas. Ze ging op tournee met Bob Hope en nam deel aan tournees in het buitenland. Naast haar zangcarrière was Martin ook werkzaam als songwriter. De meeste nummers schreef ze voor zichzelf, waaronder haar hits For The Love Of Him en I Can't Stop Thinking of You. Vanaf 1971 kreeg ze problemen met haar stembanden, die haar uiteindelijk dwongen om zich een tijdlang terug te trekken uit de muziekbusiness. Een poging voor een comeback met de discosingle Man Was Made to Love Woman voor Green Menu Records werd in 1975 nauwelijks waargenomen.

## Overlijden
Bobbi Martin overleed in 2000 op 56-jarige leeftijd in haar geboortestad Baltimore aan de gevolgen van longkanker.

## Discografie

### Singles
Maypole
- 1960: I'll Wait Forever / Is It True

Coral
- 1961: I Need Your Love / Cry, Cry, Cry
- 1961: Wooden Heart / Why Should I Cry
- 1962: Forgive Me / Tired and Blue
- 1962: Afraid / Brenda, Brenda
- 1963: I'll Never Stop Loving You / Why, Tell Me Why
- 1963: "A", You're Adorable / A Girl's Prayer
- 1964: I'm a Fool / Does Your Heart Hurt a Little
- 1964: Don't Forget I Still Love You / On the Outside
- 1965: I Can't Stop Thinking of You / A Million Thanks to You
- 1965: When Will the Torch Go Out / I Love You So
- 1965: Holding Back the Tears / I Don't Want to Love
- 1965: Auf Wiedersehn Good Bye / There Are No Rules
- 1965: Tryin' to Get You Offa' My Mind / Just One Time
- 1966: Something on My Mind / Don't Take It Out on Me
- 1966: Sometimes / I Can Give You Love
- 1966: It's a Sin to Tell a Lie / Oh, Lonesome Me
- 1966: Just As Much as Ever / You Have No Idea
- 1967: Anytime / How Long

Stop
- 1967: Phantom of the Phone / I'd Rather be Alone

United Artists Records
- 1967: Would You Believe / Only You
- 1968: Before You / A Man and a Woman
- 1968: Harper Valley P.T.A. / He Called Me Baby
- 1968: I Think of You / I Love Him
- 1969: Tennessee Waltz / Your Cheatin' Heart
- 1969: For the Love of Him / I Fall to Pieces
- 1969: For the Love of Him / I Think of You
- 1970: Give a Woman Love / Goin' South
- 1970: What Greater Love / No Love at All

Buddah Records
- 1971: No Love at All / A Place for Me
- 1971: Devotion / A Place for Me
- 1971: Tomorrow / Sentimental Journey
- 1972: Something Tells Me / Give Me a Star

MGM Records
- 1973: How Lonely Is Only a Word / Smile for Me

### Albums
- 1965: Don't Forget I Still Love You (Coral)
- 1965: I Love You So (Coral)
- 1968: Harper Valley P.T.A. (United Artists Records)
- 1969: For The Love Of Him (United Artists Records)
- 1970: With Love (United Artists Records)
- 1970: Thinking of You (Sunset)
- 1970: Have You Ever Been Lonely (Vocalion)
- 1971: Tomorrow (Buddah Records)

- International Standard Name Identifier: 0000 0000 7364 2187
- Library of Congress Control Number: n95104643
- MusicBrainz: c14c7b0e-4c9c-4e28-8279-fb5b56a83e08
- SNAC: w6nh7dqx
- Virtual International Authority File: 12490231
- WorldCat: E39PBJtmw3DKcvT7B9RKQW6Yfq